# Джонсон, Дональд Бартон
Дональд (Дон) Бартон Джонсон (англ. Donald "Don" Barton Johnson; 15 июня 1933, близ Ладоги, Индиана — 25 августа 2020, Санта-Барбара, Калифорния) — американский славист, специалист по творчеству Владимира Набокова. Профессор русской литературы Калифорнийского университета в Санта-Барбаре.

## Биография
Получил докторскую степень на факультете славистики Калифорнийского университета в Лос-Анджелесе, защитив диссертацию на тему «Анализ преобразований русских предложных конструкций» под руководством Дина Стодарда Ворта. В работе исследовались параметры новой в то время области компьютерного машинного перевода. После получения докторской степени некоторое время работал в Университете штата Огайо, а затем преподавал в Калифорнийском университете в Санта-Барбаре.
Автор монографии «Worlds in Regression: Some Novels of Vladimir Nabokov» (Анн-Арбор: Ardis, 1985), многочисленных статей о творчестве Владимира Набокова, Саши Соколова и др. Дважды выбирался президентом международного Набоковского общества. Редактор и основатель интернет-форума NABOKV-L и журнала «Nabokov Studies».

### Семья
Дед Джонсона был фермером, отец — профессором иностранных языков в небольшом педагогическом колледже в Индиане. Жена — поэтесса Шейла Голдбург-Джонсон.